# Phytoliriomyza hilarella
Phytoliriomyza hilarella este o specie de muște din genul Phytoliriomyza, familia Agromyzidae. A fost descrisă pentru prima dată de Zetterstedt în anul 1848.
Este endemică în Sweden. Conform Catalogue of Life specia Phytoliriomyza hilarella nu are subspecii cunoscute.